# The Way He Looks
The Way He Looks (Tạm dịch: Cách anh ấy nhìn thấy; tên tiếng Bồ Đào Nha: Hoje Eu Quero Voltar Sozinho, dịch sang tiếng Anh "Today I Want to go Back Alone", tên tiếng Việt tại một số trang phát hành phim trực tuyến: Làm lại chính mình) là một bộ phim chính kịch lãng mạn tuổi mới lớn năm 2014 của Brazil dựa trên phim ngắn năm 2010 I Don't Want to Go Back Alone (Eu Não Quero Voltar Sozinho). Bộ phim được đạo diễn, biên kịch và đồng sản xuất bởi Daniel Ribeiro, cùng với sự tham gia diễn xuất của Ghilherme Lobo, Fabio Audi, và Tess Amorim, trở lại với các vai diễn của họ từ bộ phim ngắn.
The Way He Looks được công chiếu trong chương trình Panorama tại Liên hoan phim quốc tế Berlin lần thứ 64 vào tháng 2 năm 2014. Bộ phim được công chiếu tại các rạp chiếu ở Brazil vào ngày 10 tháng 4 năm 2014. The Way He Looks nhận được nhiều ý kiến tích cực từ các nhà phê bình cũng như khán giả; đề cao diễn xuất của Lobo, Audi, và Amorim, kỹ thuật quay phim của Kerchove, phần nhạc phim cũng như phần đạo diễn của Ribeiro. Phim xếp thứ 5 trong số những bộ phim được xem nhiều nhất trong ngày đầu tiên phát hành tại Brazil.
The Way He Looks chiến thắng hai giải thưởng tại Liên hoan phim quốc tế Berlin lần thứ 64; Giải FIPRESCI cho Phim điện ảnh xuất sắc nhất trong phần Panorama và Giải Teddy cho Phim điện ảnh mang chủ đề LGBT xuất sắc nhất.
Bộ phim được lựa chọn làm ứng cử viên của Brazil cho hạng mục Phim nói tiếng nước ngoài hay nhất tại Giải Oscar lần thứ 87, nhưng lại không được đề cử.

## Diễn viên
- Ghilherme Lobo trong vai Leonardo
- Fabio Audi trong vai Gabriel
- Tess Amorim trong vai Giovanna
- Eucir de Souza trong vai Carlos
- Isabela Guasco trong vai Karina
- Selma Egrei trong vai Maria
- Júlio Machado trong vai Professor
- Naruna Costa trong vai Professora
- Lúcia Romano trong vai Laura
- Victor Filgueiras trong vai Guilherme
- Pablo Carvalho trong vai Fabio

## Âm nhạc
- Belle & Sebastian - "There's Too Much Love"
- Cícero - "Vagalumes Cegos"
- Arvo Pärt - "Spiegel im Spiegel"
- Franz Schubert - "Piano Trio No. 2 in E-flat, D. 929, Op. 100 / II. Andante con moto (The Gryphon Trio - Great Piano Trios)"
- Marvin Gaye - "Let's Get It On"
- David Bowie - "Modern Love"
- The National - "Start a War"
- Homemade Blockbuster - "Dance Moves"
- Dom La Nena - "Start a War" (The National Cover)
- Tatá Aeroplano và Juliano Polymeno - "Beijo Roubado em Segredo"
- Marcelo Camelo và Mallu Magalhães - "Janta"

## Phát hành
The Way He Looks ra mắt tại chương trình Panorama của Liên hoan phim quốc tế Berlin lần thứ 64 vào ngày 10 tháng 2 năm 2014. Phim được công chiếu tại Brazil vào ngày 10 tháng 4 năm 2014.
Peccadillo Pictures mua được bản quyền của The Way He Looks và phát hành bộ phim tại các rạp chiếu của Vương quốc Anh vào tháng 11 năm 2014.